# Isla Bahía Arenosa
La isla Bahía Arenosa (en inglés: Sandy Bay Island) es una de las islas Malvinas. Se encuentra al sur de la bahía homónima, al este de la isla María y cercana a la isla Triste, al sureste de la isla Soledad.